# Pietre d'inciampo in Puglia

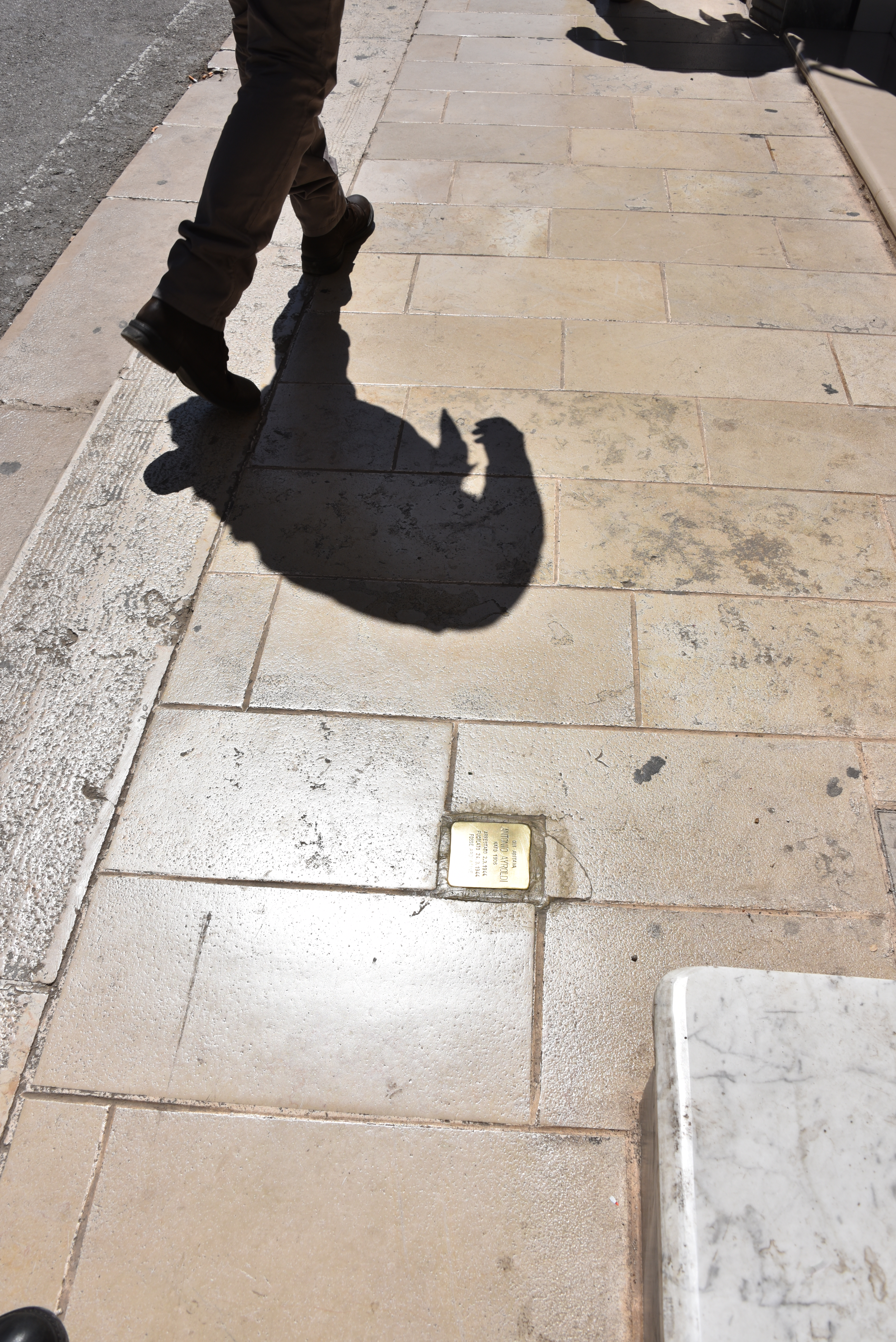
Pietre d'inciampo ad Ostuni

La lista delle pietre d'inciampo in Puglia contiene l'elenco delle pietre d'inciampo (in tedesco Stolpersteine) poste in Puglia. Esse commemorano le vittime pugliesi della persecuzione del regime nazista nell'ambito di un'iniziativa dell'artista tedesco Gunter Demnig estesa a tutta l'Europa.
La prima pietra d'inciampo in Puglia è stata collocata ad Ostuni il 10 gennaio 2016.

## Provincia di Brindisi

### Ostuni
| Pietra d'inciampo | Pietra d'inciampo | Pietra d'inciampo | Pietra d'inciampo                                                                           | Cenni biografici |
| Data di posa      | Luogo di posa     | Stolpersteine     | Incisione                                                                                   | Cenni biografici |
| ----------------- | ----------------- | ----------------- | ------------------------------------------------------------------------------------------- | --- |
| 10 gennaio 2016   | Corso Cavour, 52  |                   | QUI ABITAVA ANTONIO AYROLDI NATO 1906 ARRESTATO 2.3.1944 FUCILATO 24.3.1944 FOSSE ARDEATINE | Antonio Ayroldi (Ostuni, 10 settembre 1906 – Roma, 24 marzo 1944). Entrato nell'Esercito nel 1925, all'inizio della seconda guerra mondiale fu inviato in Libia. Rientrato a Roma allo Stato maggiore, dopo l'8 settembre 1943 entrò nel fronte militare clandestino. Fu arrestato insieme ad altri partigiani il 2 marzo 1944 e rinchiuso nel carcere di via Tasso. Fu fucilato dai tedeschi alle Fosse Ardeatine. Dopo la Liberazione fu decorato con la Medaglia d'argento al valor militare alla memoria. |

## Provincia di Foggia

### San Severo
A San Severo sono presenti 4 pietre d'inciampo posate tra il 2022 e 2024.
| Pietra d'inciampo | Pietra d'inciampo                            | Pietra d'inciampo | Pietra d'inciampo | Cenni biografici |
| Data di posa      | Luogo di posa                                | Stolpersteine     | Incisione | Cenni biografici |
| ----------------- | -------------------------------------------- | ----------------- | --- | --- |
| 27 gennaio 2022   | Piazza Municipio 41°41′10.55″N 15°22′49.71″E |                   | A SAN SEVERO VIVEVA MICHELE LACCI NATO 1922 CATTURATO 9.9.1943 CROAZIA DEPORTATO LUCKENWALDE LIBERATO                | Michele Lacci |
| 27 gennaio 2022   | Piazza Municipio 41°41′10.55″N 15°22′49.71″E |                   | A SAN SEVERO VIVEVA VINCENZO VILLANI NATO 1923 CATTURATO 9.9.1943 GRECIA DEPORTATO MOOSBURG ASSASSINATO 12.7.1944    | Vincenzo Villani |
| 27 gennaio 2022   | Piazza Municipio 41°41′10.55″N 15°22′49.71″E |                   | A SAN SEVERO VIVEVA PAOLO VILLANI NATO 1924 CATTURATO 11.9.1943 TREVISO DEPORTATO KUSTRIN LIBERATO                   | Paolo Villani |
| 26 gennaio 2024   | Piazza Municipio 41°41′10.55″N 15°22′49.71″E |                   | A SAN SEVERO ABITAVA PIETRO PAVIA NATO 1922 CATTURATO 9.9.1943 ALBANIA DEPORTATO DULAG 172 SAJMISTE / ZEMUN LIBERATO | Pietro Pavia (San Severo, 21 maggio 1922 - ???), figlio di Vito e Maria Nicola Salcone, diciannovenne si arruola nell'Arma dei Carabinieri reali. Nel 1942 è sul fronte greco-albanese fino all'armistizio dell'8 settembre 1943 quando, il giorno immediatamente successivo è catturato dai tedeschi e deportato nei campi di Concentramento di Drascovizza (Albania) prima e di Sajmište poi, dal quale fugge. Si unisce alla resistenza slava, quindi tra le file della 2ª Brigata Partigiana italiana della Divisione “Garibaldi". Alla liberazione riprende servizio nell'Arma fino al congedo del 1948. Insignito di diversi riconoscimenti al merito per il suo contributo alla guerra di liberazione, anche postumi, nel 2010 riceve la Medaglia d'onore ai cittadini italiani deportati e internati nei lager nazisti 1943-1945. |

## Provincia di Lecce
In provincia di Lecce sono posate 34 pietre d'inciampo.

### Copertino
A Copertino sono presenti 7 pietre d'inciampo.
| Pietra d'inciampo | Pietra d'inciampo         | Pietra d'inciampo | Pietra d'inciampo | Cenni biografici |
| Data di posa      | Luogo di posa             | Stolpersteine     | Incisione | Cenni biografici |
| ----------------- | ------------------------- | ----------------- | --- | --- |
| 8 gennaio 2018    | Via Re Galantuomo, 10     |                   | QUI ABITAVA GIOVANNI POLO NATO 1910 ARRESTATO 19.9.1943 DEPORTATO DACHAU ASSASSINATO 6.6.1944                        | Giovanni Polo (Copertino, 5 gennaio 1910 – Wien-Schwechat, 6 giugno 1944). Fu arrestato per ragioni politiche il 19 settembre 1943 e deportato al campo di concentramento di Dachau dove venne immatricolato con il triangolo rosso dei politici. Successivamente fu trasferito al campo di concentramento di Mauthausen e poi al sottocampo Wien-Schwechat dove morì. |
| 13 gennaio 2019   | Via Leonardo da Vinci, 44 |                   | | Luigi Cirfera (Copertino, 3 giugno 1912 – Feld, 30 giugno 1944). Era soldato del 48º Reggimento fanteria. Morì nel villaggio tedesco Feld. |
| 13 gennaio 2019   | Via Isonzo, 75            |                   | QUI ABITAVA ANGELO ANTONIO DELL'ANNA NATO 1907 INTERNATO MILITARE ARRESTATO 9.9.1943 ASSASSINATO 27.4.1944 AMBURGO   | Angelo Antonio Dell'Anna (Copertino, 21 febbraio 1907 – Amburgo, 27 aprile 1944). Era soldato del 50º Reggimento fanteria. È sepolto nel cimitero militare italiano di Amburgo. |
| 13 gennaio 2019   | Masseria Mollene          |                   | | Antonio Greco (Copertino, 5 dicembre 1919 – ..., 1º marzo 1945). Era soldato del 47º Reggimento fanteria. È sepolto nel cimitero militare italiano di Francoforte. |
| 13 gennaio 2019   | Via Vittorio Veneto, 5    |                   | QUI ABITAVA FRANCESCO MOSCHETTINI NATO 1920 INTERNATO MILITARE ARRESTATO 9.9.1943 ASSASSINATO 28.2.1944 FICHTENHAIN  | Francesco Moschettini (Copertino, 5 dicembre 1920 – Krefeld, 28 febbraio 1944). Era soldato del 9º Reggimento Artiglieria. Fu arrestato dai nazisti e internato in Germania per eseguire lavori forzati. Era un I.M.I. Veniva assassinato a Fichtenhain, un campo nei pressi di Krefeld.                                                                               |
| 13 gennaio 2019   | Via Oronzo Quarta, 34/B   |                   | QUI ABITAVA VINCENZO CORONATO VALENTINO NATO 1912 INTERNATO MILITARE ARRESTATO 9.9.1943 ASSASSINATO 11.4.1945 BRAKEL | Vincenzo Valentino (Copertino, 4 agosto 1912 – Brakel, 11 aprile 1945). Era brigadiere della Legione di Bari. |
| 13 gennaio 2019   | Via Sant'Angelo           |                   | | Cosimo Verdesca (Copertino, 11 giugno 1900 – Lendringsen, 20 marzo 1945). Era carabiniere della Legione di Bari. È sepolto nel cimitero militare italiano di Francoforte. |

### Leverano
A Leverano sono posate 4 pietre d'inciampo.
| Pietra d'inciampo | Pietra d'inciampo | Pietra d'inciampo | Pietra d'inciampo                                                                                   | Cenni biografici |
| Data di posa      | Luogo di posa     | Stolpersteine     | Incisione                                                                                           | Cenni biografici |
| ----------------- | ----------------- | ----------------- | --------------------------------------------------------------------------------------------------- | --- |
| 27 gennaio 2024   |                   |                   | QUI ABITAVA ANTONIO SALVATORE CAZZATO NATO 1918 INTERNATO MILITARE MORTO 11.2.1944 PATROKLOS        | Antonio Salvatore Cazzato (Leverano, 18 agosto 1918 - Patroklos, 11 febbraio 1944), caporale di Fanteria, catturato dopo l'armistizio dell'8 settembre 1943 ed in seguito al rifiuto di aderire alla RSI avviato alla deportazione nel Reich. Disperso in mare in seguito all’affondamento della nave Oria, salpata dall’isola di Rodi e diretta al porto del Pireo (Atene), 11 febbraio 1944. |
| 27 gennaio 2024   |                   |                   | QUI ABITAVA VITTORIO APRILE NATO 1918 INTERNATO MILITARE MORTO 11.2.1944 PATROKLOS                  | Vittorio Aprile (Leverano, 11 ottobre 1919 - Patroklos, 11 febbraio 1944), soldato di Fanteria, catturato dopo l'armistizio dell'8 settembre 1943 ed in seguito al rifiuto di aderire alla RSI avviato alla deportazione nel Reich. Disperso in mare in seguito all’affondamento della nave Oria, salpata dall’isola di Rodi e diretta al porto del Pireo (Atene), 11 febbraio 1944.           |
| 27 gennaio 2024   |                   |                   | QUI ABITAVA ANTONIO GIUSEPPE ROLLI NATO 1922 INTERNATO MILITARE DEPORTATO 1943 STALAG VI C LIBERATO | Antonio Giuseppe Rolli (Leverano, 1922 - ???) |
| 27 gennaio 2024   |                   |                   | QUI ABITAVA ANTONIO ERROI NATO 1922 INTERNATO MILITARE DEPORTATO 1943 STALAG VI C LIBERATO          | Antonio Erroi (Leverano, 1922 - ???) |

### Miggiano
A Miggiano sono posate 10 pietre d'inciampo a ricordo degli IMI miggianesi.
| Pietra d'inciampo | Pietra d'inciampo | Pietra d'inciampo | Pietra d'inciampo                                                                      | Cenni biografici         |
| Data di posa      | Luogo di posa     | Stolpersteine     | Incisione                                                                              | Cenni biografici         |
| ----------------- | ----------------- | ----------------- | -------------------------------------------------------------------------------------- | ------------------------ |
| 27 gennaio 2024   | Piazza Lago       |                   | A MIGGIANO ABITAVA FIORAVANTE BARDOSCIA NATO 1912 CATTURATO 8.9.1943 DEPORTATO IMI     | Fioravante Bardoscia     |
| 27 gennaio 2024   | Piazza Lago       |                   | A MIGGIANO ABITAVA ANTONIO COSI NATO 1913 CATTURATO 17.9.1943 DEPORTATO IMI            | Antonio Cosi             |
| 27 gennaio 2024   | Piazza Lago       |                   | A MIGGIANO ABITAVA ANTONIO MARRA NATO 1920 CATTURATO 9.9.1943 DEPORTATO IMI            | Antonio Marra            |
| 27 gennaio 2024   | Piazza Lago       |                   | A MIGGIANO ABITAVA IPPAZIO ROSARIO SPECCHIO NATO 1922 CATTURATO 8.9.1943 DEPORTATO IMI | Ippazio Rosario Specchio |
| 27 gennaio 2024   | Piazza Lago       |                   | A MIGGIANO ABITAVA LUIGI SURANO NATO 1922 CATTURATO 8.9.1943 DEPORTATO IMI             | Luigi Surano             |
| 27 gennaio 2024   | Via Scalella      |                   | A MIGGIANO ABITAVA LUIGI ANTONIO BRAMATO NATO 1923 CATTURATO 8.9.1943 DEPORTATO IMI    | Luigi Antonio Bramato    |
| 27 gennaio 2024   | Via Scalella      |                   | A MIGGIANO ABITAVA GIOVANNI CARBONE NATO 1915 CATTURATO 9.9.1943 DEPORTATO IMI         | Giovanni Carbone         |
| 27 gennaio 2024   | Via Scalella      |                   | A MIGGIANO ABITAVA ROCCO LISI NATO 1916 CATTURATO 8.9.1943 DEPORTATO IMI               | Rocco Lisi               |
| 27 gennaio 2024   | Via Scalella      |                   | A MIGGIANO ABITAVA SALVATORE MARTELLA NATO 1921 CATTURATO 10.9.1943 DEPORTATO IMI      | Salvatore Martella       |
| 27 gennaio 2024   | Via Scalella      |                   | A MIGGIANO ABITAVA AGOSTINO MASCIALI NATO 1920 CATTURATO 12.9.1943 DEPORTATO IMI       | Agostino Masciali        |

### Monteroni di Lecce
Monteroni di Lecce accoglie ufficialmente 3 pietre d'inciampo e tali pose sono frutto di un'iniziativa realizzata dalla regione, della comune e dall'associazione arma aeronautica (sezione di Monteroni e Casello 13).
| Pietra d'inciampo | Pietra d'inciampo           | Pietra d'inciampo | Pietra d'inciampo | Cenni biografici |
| Data di posa      | Luogo di posa               | Stolpersteine     | Incisione | Cenni biografici |
| ----------------- | --------------------------- | ----------------- | --- | --- |
| 13 gennaio 2019   | Via Filiberto Monteroni, 85 |                   | QUI ABITAVA SALVATORE MURCIATO NATO 1923 INTERNATO MILITARE ARRESTATO 10.9.1943 ASSASSINATO 3.11.1944 VIENNA         | Salvatore Murciato o Murciano (Monteroni di Lecce, 2 settembre 1923 – Vienna, 3 novembre 1944). Era carabiniere della Legione di Trieste. Fu arrestato il 10 settembre 1943 e deportato nell'Ostmark. Fu sepolto nel cimitero militare italiano di Mauthausen. |
| 13 gennaio 2019   | Via S. Michele Mocavero, 13 |                   | QUI ABITAVA COSIMO PALADINI NATO 1914 INTERNATO MILITARE ARRESTATO 9.9.1943 ASSASSINATO 24.1.1945 CINSERBURNEN       | Cosimo Paladini (Monteroni di Lecce, 4 aprile 1914 – Neunkirchen, 24 gennaio 1945). Era soldato del 47º Reggimento Fanteria. Fu arrestato il 9 settembre 1943 e deportato nel Saarland. Fu sepolto nel cimitero militare italiano di Francoforte sul Meno.     |
| 13 gennaio 2019   | Via XXI aprile, 15/B        |                   | QUI ABITAVA ANTONIO GIOVANNI PALLARA NATO 1918 INTERNATO MILITARE ARRESTATO 9.9.1943 ASSASSINATO 6.4.1945 SANDBOSTEL | Antonio Giovanni Pallara (Monteroni di Lecce, 1º maggio 1918 – Sandbostel, 6 aprile 1945). Era sottotenente del 48º Reggimento Fanteria. Fu arrestato il 9 settembre 1943 e deportato in Bassa Sassonia.                                                       |

### Novoli
A Novoli sono posate 6 pietre d'inciampo.
| Pietra d'inciampo | Pietra d'inciampo                             | Pietra d'inciampo | Pietra d'inciampo | Cenni biografici |
| Data di posa      | Luogo di posa                                 | Stolpersteine     | Incisione         | Cenni biografici |
| ----------------- | --------------------------------------------- | ----------------- | ----------------- | --- |
| 23 marzo 2024     | Via Carmiano, 6 40°22′28.92″N 18°02′51.85″E   |                   |                   | Giovanni Bruno (Novoli, 13 agosto 1920 - ???, 11 febbraio 1944), contadino, figlio di Pantaleo e Palma Bruno. Deceduto durante la deportazione in prigionia, in seguito all’affondamento della nave Oria, salpata dall’isola di Rodi e diretta al porto del Pireo (Atene), 11 febbraio 1944. |
| 23 marzo 2024     | Via Palombaro, 16 40°22′36.96″N 18°03′08.03″E |                   |                   | Americo Italo Magis (Mendoza, 1 aprile 1911 - Mauthausen, ???), figlio di Bonaventura e Palma Damiano, emigrati da Novoli. Dal padre, sarto, già segnalato e schedato dalla polizia argentina, eredita le idee socialiste. Nel 1919 rientra al paese natio, con tutta la famiglia; nel 1941 emigra a Torino e si mantiene come calzolaio. È catturato nel corso di una retata il 3 marzo 1944 e dalle carceri cittadine è deportato nel Reich con destinazione Mauthausen dove giunge il 20 marzo 1944, nr. di matricola 58951. Subisce un carosello di trasferimenti: al 1ºmarzo 1945 è a Gusen. Poi si perdono le tracce. A Novoli, la sezione socialista, fino al 1964 portava il suo nome, poi più niente. |
| 23 marzo 2024     | Via Libertà, 9 40°22′41.7″N 18°02′47.38″E     |                   |                   | Oronzo Mazzotta (Novoli, 18 maggio 1914 - ???), contadino, figlio di Luigi e Quarta Maria. Disperso in prigionia, nel Reich. Risulta essere internato nello Stammlager XIII B, nr. di matr. 1400, al 3 dicembre 1944. Poi non se ne sa più nulla. |
| 23 marzo 2024     | Via Cadorna, 4 40°22′38.37″N 18°03′11.29″E    |                   |                   | Antonio Parlangeli (Novoli, 4 aprile 1917 - ???, 11 febbraio 1944), muratore, figlio di Luigi e Addolorata Nitto. Catturato dai nazisti, disperso durante la deportazione, in mare, in seguito all’affondamento della nave Oria, salpata dall’isola di Rodi e diretta al porto del Pireo (Atene), 11 febbraio 1944. |
| 23 marzo 2024     | Via Palombaro, 27 40°22′35.66″N 18°03′08.22″E |                   |                   | Santo Quarta (Novoli, 10 dicembre 1921 - ???, 29 agosto 1945), figlio di Emanuele e Agnese Ruggio. Santo è tra i seicentocinquantamila IMI, internati militari che dopo l'armistizio dell'8 settembre 1943, rifiutandosi di aderire alla RSI, vengono deportati nei campi di concentramento tedeschi sparsi per il Reich. |
| 23 marzo 2024     | Via Roma, 25 40°22′38.16″N 18°02′53.44″E      |                   |                   | Antonio Salvatore Valzano (Novoli, 26 novembre 1919 - ???, 11 febbraio 1944), contadino, figlio di Antonio e Maria Rucco. Catturato dai nazisti, disperso durante la deportazione, in mare, in seguito all’affondamento della nave Oria, salpata dall’isola di Rodi e diretta al porto del Pireo (Atene), 11 febbraio 1944. |

### Taurisano
A Taurisano sono state posate 8 pietre d'inciampo, su iniziativa di Andrea Micaletto autore del libro Albo degli IMI Taurisanesi, dell'assessore alla cultura Quintino Rizzello e con la collaborazione dell'Associazione Nazionale Combattenti e Reduci sez. di Taurisano.
| Pietra d'inciampo | Pietra d'inciampo           | Pietra d'inciampo | Pietra d'inciampo | Cenni biografici |
| Data di posa      | Luogo di posa               | Stolpersteine     | Incisione | Cenni biografici |
| ----------------- | --------------------------- | ----------------- | --- | --- |
| 28 gennaio 2024   | via F. Crispi n.47          |                   | QUI ABITAVA ANTONIO ANNOSCIA NATO 1918 INTERNATO MILITARE DEPORTATO 1943 LUDWIGSHAFEN ASSASSINATO 27.5.1944                   | Antonio Annoscia (Casarano, 2 marzo 1918 - † Ludwigshafen, 27 maggio 1944). Era soldato nel 3º Reggimento "Granatieri Guardie" di Viterbo. Fu arrestato il 9 settembre 1943 e deportato in Germania, presso lo Stalag XII-D di Treviri e successivamente nello Stalag XII-F di Freinsheim. Morì il 27 maggio 1944 presso l'Arbeitskommando 2113 a causa di un attacco aereo. |
| 28 gennaio 2024   | via Manzoni n.4             |                   | QUI ABITAVA TRENTO STEFANO CAZZATO NATO 1918 INTERNATO MILITARE DEPORTATO 1943 BUCHENWALD-SCHWARZE POTH ASSASSINATO 13.6.1944 | Trento Stefano Cazzato (Taurisano, 7 novembre 1918 - † Buchenwald 13.6.1944). Era soldato nella 14ª Compagnia di Sussistenza Treviso (Distaccamento di Padova), 105ª Squadra Panettieri, ed in seguito al 548º Battaglione Costiero. Fu arrestato l'8 settembre 1943 e deportato in Germania, a Buchenwald, nel lager di Humboldstrasse. Morì nel lager di Humboldstrasse il 13 giugno 1944 per gravi ferite. |
| 28 gennaio 2024   | Corso L. Da Vinci 18        |                   | QUI ABITAVA FLORIO MICALETTO NATO 1920 INTERNATO MILITARE DEPORTATO 1943 STALAG III A LUCKENWALDE ASSASSINATO 14.4.1945       | Florio Micaletto (Casarano, 27.01.1920 - † Teupitz 14.4.1945). Era soldato nella 23ª Compagnia Divisione Fanteria “Ferrara” (47º Reggimento). Reparto: genio, telegrafisti e radio marconisti. Grado: caporal maggiore. Fu arrestato il 21 settembre 1943 e deportato in Germania, presso lo Stalag III A di Luckenwalde. Morì presso l'Ospedale Distrettuale di Teupitz (Brandeburgo) il 14 aprile 1945 per tubercolosi polmonare. |
| 28 gennaio 2024   | Via Oberdan n.4             |                   | QUI ABITAVA COSIMO FIORE RIZZELLO NATO 1922 INTERNATO MILITARE DEPORTATO 1943 BERLIN ASSASSINATO 12.6.1944                    | COSIMO FIORE RIZZELLO (Taurisano, 1º giugno 1922 - † Wilmersdorf 12.6.1944). Era soldato nel 3º Reggimento Artiglieria “Firenze” di Divisione Fanteria Contraerea. Fu arrestato il 9 settembre 1943 e deportato in Germania a Berlino, presso lo Stalag III D. Morì presso l'arbeitskommando 688 a Wilmersdorf, il 12 giugno 1944, a causa di una incursione aerea. Causa della morte: frattura del cranio. |
| 2 febbraio 2025   | Via Gorizia n.20            |                   | QUI ABITAVA GIUSEPPE CIULLO NATO 1924 INTERNATO MILITARE DEPORTATO 1943 KREFELD LIBERATO                                      | GIUSEPPE CIULLO (Taurisano, 21 aprile 1924 - † Lecce 18.11.1945). Era iscritto al Distretto Militare di Lecce con la matricola n. 30664. Apparteneva al 22° Reggimento Divisione Fanteria "Cremona". Fu chiamato alle armi il 14 maggio 1943 e catturato dalle truppe tedesche il 9 settembre 1943. Il 29 novembre dello stesso anno fu deportato in un campo di concentramento a Krefeld, in Germania, presso lo Stalag VI-J. Il suo numero di prigioniero era 68279. Rientrò in Italia il 5 settembre 1945, presso il Centro Alloggio di Verona. Successivamente fu ricoverato d'urgenza per emolisi presso l’Ospedale Militare “A. Diaz” di Lecce e poi presso l’ospedale “A. Galateo”, dove morì il 18 novembre 1945 a causa della grave situazione di salute derivata dalla permanenza nel campo di concentramento di Krefeld. |
| 2 febbraio 2025   | Via Concordato n.20         |                   | QUI ABITAVA ROSARIO CIULLO NATO 1923 INTERNATO MILITARE DEPORTATO 1943 RODI MORTO 4.4.1944                                    | ROSARIO CIULLO (Taurisano, 15 novembre 1923 - † Lecce 4.04.1945). Era matricola del Distretto Militare di Lecce n. 26447 e apparteneva al 309° Reggimento Fanteria “Regina”. L’8 marzo 1943, partì da Barletta e giunse a Mestre; il 20 marzo arrivò in Grecia, al porto del Pireo. Il 24 aprile 1943 sbarcò nell’Egeo, a Rodi. Il 6 maggio 1943 si unì al 309° Reggimento Fanteria “Regina”. Fu catturato dalle truppe tedesche a Rodi l’8 settembre 1943. Il 18 settembre venne ricoverato per malattia presso l’O.M. di Rodi. Il 17 novembre 1943 fu imbarcato su una nave ospedale e giunse a Bari. Il 18 novembre venne ricoverato presso l’O.M. “L. Bonomo” di Bari e, il 12 dicembre, presso l’Ospedale Sanatoriale “A. Galateo”. Morì il 4 aprile 1944. |
| 2 febbraio 2025   | Via Francesco Crispi n.20   |                   | QUI ABITAVA LUIGI PENNETTA NATO 1919 INTERNATO MILITARE ASSASSINATO 25.7.1944                                                 | LUIGI PENNETTA (Taurisano, 13 ottobre 1919 - † Grecia 25.07.1944). Era matricola del Distretto Militare di Lecce n. 6648. Dall’11 giugno 1938 al 16 febbraio 1939 prestò servizio come Allievo Guardia di Finanza di Terra volontario presso la Sezione Allievi di Trieste, con una ferma di tre anni. Grado: brigadiere. Il 23 gennaio 1941 fu assegnato alla Legione Allievi di Roma per mobilitazione (1° Battaglione Mobilitato). L’8 marzo 1941 si imbarcò da Bari per l’Albania e il 9 marzo sbarcò a Durazzo. Fu catturato dalle truppe tedesche il 9 settembre 1943 presso l’isola di Corfù e fu internato in Grecia, a Larissa. Morì in Grecia il 25 luglio 1944. |
| 2 febbraio 2025   | (Via) Corte Cesare Battisti |                   | QUI ABITAVA CARMINE DONATO SABATO NATO 1918 INTERNATO MILITARE ASSASSINATO 11.2.1944 PATROKLOS                                | CARMINE DONATO SABATO (Taurisano, 16 luglio 1918 - † Patroklos 11.02.1944). Era matricola del Distretto Militare di Lecce n. 697 e apparteneva alla Divisione di Fanteria “Regina” (50ª), nel reparto di artiglieria. Il 5 aprile 1939 si trovava a Barletta presso il Deposito Misto Truppe Egeo. L’11 aprile 1939 si imbarcò da Brindisi per Rodi, dove giunse il 14 aprile per unirsi al 50° Reggimento Artiglieria. Il 3 marzo 1941 fu inviato a Roma in territorio dichiarato in stato di guerra e, il 9 marzo, assegnato al 2° Reggimento Bersaglieri di “Legnano” per un successivo invio nell’Egeo. Il 27 giugno 1941 partì da Roma per via aerea e, il giorno successivo, raggiunse il 50° Reggimento Artiglieria a Rodi, dove presto servizio fino all’8 settembre 1943.Fu catturato dai tedeschi mentre prestava servizio nella 406ª Batteria da Posizione del 35° Raggruppamento d’Artiglieria. Venne imbarcato sul piroscafo "Oria" insieme a 4045 militari italiani internati. Morì l’11 febbraio 1944, quando il piroscafo naufragò presso l’isolotto di Patroklos (Capo Sunio) a causa delle avverse condizioni meteorologiche, provocando la morte di circa 4200 soldati italiani. |

## Provincia di Taranto

### Avetrana
Avetrana accoglie ufficialmente 6 pietre d'inciampo in memoria di tre soldati avetranesi scomparsi durante l'affondamento del piroscafo Oria e 3 altri deceduti in Montenegro, Rodi e Skopjie . Tali pose sono frutto di un'iniziativa realizzata da Parisi Giancarlo autore del libro "I.M.I. - Un NO per la Libertà" in collaborazione con Associazione Nazionale Combattenti e Reduci (sezione di Avetrana) e l'Amministrazione Comunale.
| Pietra d'inciampo | Pietra d'inciampo                                    | Pietra d'inciampo | Pietra d'inciampo                                                                                                  | Cenni biografici |
| Data di posa      | Luogo di posa                                        | Stolpersteine     | Incisione | Cenni biografici |
| ----------------- | ---------------------------------------------------- | ----------------- | --- | --- |
| 29 gennaio 2024   | Corte Ccesare Battisti, 11 40°21′00.6″N 17°43′41.6″E |                   | QUI ABITAVA BIAGIO RAIMONDO CANDIDO NATO 1921 INTERNATO MILITARE ARRESTATO 1943 MORTO 11.2.1944 PATROKLOS          | Biagio Raimondo Candido (Avetrana, 2 gennaio 1921 – Patroklos, 11 febbraio 1944), fante del Regio Esercito Italiano, in forza all'8ª Compagnia Mitraglieri da posizione, catturato dai tedeschi in seguito all'armistizio dell'8 settembre 1943. Tra le vittime dell'affondamento del piroscafo Oria.                                  |
| 29 gennaio 2024   | Via Magenta, 34 40°21′03.26″N 17°43′42.24″E          |                   | QUI ABITAVA BIAGIO SPAGNOLO NATO 1920 INTERNATO MILITARE MORTO 11.2.1944 PATROKLOS                                 | Biagio Spagnolo (Avetrana, 15 gennaio 1914 – Patroklos, 11 febbraio 1944), soldato dell'Arma Sanitaria del Regio Esercito Italiano in forza alla 41ª Sezione Sanità, catturato dai tedeschi in seguito all'armistizio dell'8 settembre 1943. Tra le vittime dell'affondamento del piroscafo Oria.                                      |
| 29 gennaio 2024   | Via Solferino, 58 40°21′10.11″N 17°43′41.48″E        |                   | QUI ABITAVA BIAGIO LEONARDO ROLLO NATO 1920 INTERNATO MILITARE ARRESTATO 8.9.1943 MORTO 11.2.1944 PATROKLOS        | Biagio Leonardo Rollo (Avetrana, 3 febbraio 1920 – Patroklos, 11 febbraio 1944), artigliere del Regio Esercito Italiano, in forza al 50º Reggimento di Artiglieria, catturato dai tedeschi in seguito all'armistizio dell'8 settembre 1943. Tra le vittime dell'affondamento del piroscafo Oria.                                       |
| 31 gennaio 2025   | Via G.Garibaldi, 13 40°20′55.26″N 17°43′34.22″E      |                   | QUI ABITAVA GIOVANNI BATTISTA MARCHETTI NATO 1912 INTERNATO MILITARE ARRESTATO 9.9.1943 MORTO 18.7.1944 MONTENEGRO | Giovanni Battista Marchetti (Avetrana, 23 giugno 1912 – Montenegro, 18 luglio 1944). Fante del Regio Esercito Italiano, in forza al 383° Regimento Fanteria Mobilitato fu catturato dai Tedeschi in seguito ad Armistizio il 9 settembre 1943. Deportato in Montenegro di lui non si avranno più notizie a partire dal 18 luglio 1944. |
| 31 gennaio 2025   | Via C.Schiavoni, 29 40°21′02.64″N 17°43′44.47″E      |                   | QUI ABITAVA ORONZO DIMITRI NATO 1920 INTERNATO MILITARE RODI ARRESTATO 8.9.1943 MORTO 1.1.1944 RODI                | Oronzo Dimitri (Avetrana, 16 Luglio 1920 - Rodi Egeo 1 Gennaio 1944). Caporal Maggiore del Regio Esercito Italiano in forza al 50° Regimento Artiglieria Mobilitato fu catturato dai Tedeschi il 8 settembre 1943. Internato nel VI campo di raccolta a Rodi di lui non si avranno più notizie a partire dal 1.1.1944.                 |
| 31 gennaio 2025   | Via D. Parlatano, 11 40°20′58.09″N 17°43′28.76″E     |                   | QUI ABITAVA GIOVANNI SCRETI NATO 1920 INTERNATO MILITARE ARRESTATO 9.9.1943 MORTO 19.9.1944 SKOPIE                 | Giovanni Screti (Avetrana 26 Ottobre 1920- Skopje 19 settembre 1944). Soldato del Regio Esercito Italiano appartenente al reparto sanità presso il 325°Ospedale da Campo fu catturato dai Tedeschi il 9 settembre 1943. Morto durante la deportazione a causa del bombardamento della stazione di Skopje il 19 settembre 1944.         |

### Taranto
| Pietra d'inciampo | Pietra d'inciampo      | Pietra d'inciampo | Pietra d'inciampo                                                                                   | Cenni biografici |
| Data di posa      | Luogo di posa          | Stolpersteine     | Incisione                                                                                           | Cenni biografici |
| ----------------- | ---------------------- | ----------------- | --------------------------------------------------------------------------------------------------- | --- |
| 28 gennaio 2021   | Largo Rosario, Talsano |                   | QUI ABITAVA LUIGI ZINGARELLI NATO 1904 CATTURATO 8.9.1943 INTERNATO STALAG DORTMUND MORTO 22.4.1944 | Luigi Zingarelli nato Taranto - Talsano il 19 maggio 1904, Carabiniere Legione CC.RR. di Tirana (Albania) alla 9ª Armata reparto XXXI BTG. |